# 安井勇輝
安井 勇輝（やすい ゆうき、1994年9月12日 - ）は、大阪府出身の元プロ野球選手（内野手）。右投左打。

## 経歴

### 学生時代
吹田市立青山台中学校在学時には吹田千里山イーグルスボーイズ（現：千里山ボーイズ）に所属。
山形県の東海大学山形高等学校を経て、関西学生野球連盟所属の近畿大学に進学する。

### 愛媛時代
2016年11月、四国アイランドリーグplusのトライアウトで特別合格となり、2日後のリーグドラフト会議で愛媛マンダリンパイレーツより1位で指名を受け、入団した。

### 徳島時代
2017年シーズン終了後の11月15日に、リーグのウェーバー公示により、徳島インディゴソックスに移籍する。徳島では2019年シーズンは主将を務めたが、シーズン中の8月19日付で退団した（自由契約）。

### 栃木時代
2019年11月、ベースボール・チャレンジ・リーグ（ルートインBCリーグ）のドラフトで、栃木ゴールデンブレーブスより指名を受け（合同トライアウトでの特別合格）、入団した。
2020年の1シーズンだけプレーし、シーズン終了後に退団（自由契約）。

### 熊本時代
2020年でプロ野球選手としての活動を終えるつもりでいたが、九州独立プロ野球リーグ（現・九州アジアリーグ）の発足を知って同年11月のトライアウトを受験し、後日火の国サラマンダーズの選手となることが発表された。火の国サラマンダーズでは公式戦及び個人成績の対象となる交流戦合計23試合に出場したが、7月8日にリーグよりウェーバー公示されたことが発表され、翌7月9日付で自由契約となった。球団ウェブサイトによると契約解除は本人からの申し出による。
同年7月21日、自身のTwitterで独立リーグからのNPB挑戦を断念したことを発表した。

### 社会人時代
2021年9月より鹿児島県鹿児島市の鹿児島トランスポートに入社し、鹿児島市軟式野球連盟1部所属の同社軟式野球部にも入部。

## 詳細情報

### 独立リーグでの年度別打撃成績
出典はアイランドリーグウェブサイト掲載の過去個人成績およびアイランドリーグ・BCリーグ・九州アジアリーグウェブサイトからリンクされる「一球速報.com」。
| 年 度    | 球 団    | 試 合 | 打 席 | 打 数 | 得 点 | 安 打 | 二 塁 打 | 三 塁 打 | 本 塁 打 | 打 点 | 盗 塁 | 犠 打 | 犠 飛 | 四 球 | 死 球 | 三 振 | 併 殺 打 | 打 率 | 出 塁 率 | 長 打 率 |
| -------- | -------- | ----- | ----- | ----- | ----- | ----- | -------- | -------- | -------- | ----- | ----- | ----- | ----- | ----- | ----- | ----- | -------- | ----- | -------- | -------- |
| 2017     | 愛媛     | 20    | 52    | 48    | 3     | 9     | 4        | 0        | 0        | 4     | 0     | 1     | 0     | 2     | 1     | 20    |          | .188  | .235     | .270     |
| 2018     | 徳島     | 48    | 127   | 116   | 5     | 24    | 7        | 0        | 0        | 10    | 1     | 0     | 1     | 8     | 2     | 38    |          | .207  | .267     | .267     |
| 2019     | 徳島     | 46    | 126   | 106   | 8     | 24    | 4        | 0        | 2        | 9     | 0     | 4     | 0     | 12    | 4     | 29    | 0        | .226  | .328     | .321     |
| 2020     | 栃木     | 58    | 188   | 145   | 25    | 38    | 12       | 0        | 3        | 35    | 1     | 0     | 2     | 36    | 2     | 24    | 6        | .262  | .411     | .407     |
| 2021     | 熊本     | 23    | 90    | 83    | 11    | 23    | 5        | 1        | 3        | 14    | 1     | 0     | 0     | 5     | 2     | 18    | 2        | .277  | .333     | .470     |
| IL：3年  | IL：3年  | 114   | 305   | 270   | 16    | 57    | 15       | 0        | 2        | 23    | 1     | 5     | 1     | 22    | 7     | 87    | -        | .211  | .287     | .289     |
| BCL：1年 | BCL：1年 | 58    | 188   | 145   | 25    | 38    | 12       | 0        | 3        | 35    | 1     | 0     | 2     | 36    | 2     | 24    | 6        | .262  | .411     | .407     |
| KAL：1年 | KAL：1年 | 23    | 90    | 83    | 11    | 23    | 5        | 1        | 3        | 14    | 1     | 0     | 0     | 5     | 2     | 18    | 2        | .277  | .333     | .470     |

### 背番号
- 3（2017年 - 2019年）
- 24（2020年）
- 7（2021年）